# Beltraniella portoricensis
Beltraniella portoricensis är en svampart som först beskrevs av Frank Lincoln Stevens, och fick sitt nu gällande namn av Piroz. & S.D. Patil 1970. Beltraniella portoricensis ingår i släktet Beltraniella och familjen Hyponectriaceae.   Inga underarter finns listade i Catalogue of Life.